# Borcarita
La borcarita és un mineral de la classe dels borats. Rep el seu nom de la seva composició, sent un borat que conté carbonat.

## Característiques
La borcarita és un borat de fórmula química Ca₄MgB₄O₆(CO₃)₂(OH)₆. Cristal·litza en el sistema triclínic. Es troba en forma de cristalls euèdrics, de fins a 5 mil·límetres, en creixements subparal·lels, massiu i petits filons. La seva duresa a l'escala de Mohs és 4.
Segons la classificació de Nickel-Strunz, la borcarita pertany a «06.DA: Nesotetraborats» juntament amb els següents minerals: bòrax, tincalconita, hungchaoïta, fedorovskita, roweïta, hidroclorborita, uralborita, numanoïta i fontarnauïta.

## Formació i jaciments
Va ser descoberta l'any 1965 al dipòsit de bor de Titovskoe, a Tas-Khayakhtakh Range, Sakhà (Rússia). També ha estat descrita a les ofiolites de Bela (Balutxistan Oriental, Pakistan), a la mina Fuka (illa de Honshu, Japó) i a les mines xineses de Shijiangshan (Linxi) i No. 3 (Hexigten Banner), ambdues a Mongòlia Interior. Sol trobar-se associada a altres minerals com: szaibelyita, uralborita, sibirskita, kotoïta, magnetita, espinel·la, calcita, olshanskyita, bultfonteinita o takedaïta.